# Томас Антонеліус
То́мас Антоне́ліус (швед. Tomas Antonelius; нар. 7 травня 1973, Стокгольм) — шведський футболіст, захисник. До 2001 року був відомий як Томас Густафссон, після чого змінив прізвище.

## Клубна кар'єра
У дорослому футболі дебютував 1995 року виступами за команду клубу «Броммапойкарна», взяв участь у 47 матчах чемпіонату.
Своєю грою за цю команду привернув увагу представників тренерського штабу клубу АІК, до складу якого приєднався 1997 року. Більшість часу, проведеного у складі клубу АІК, був основним гравцем захисту команди.
У 1999 року уклав контракт з клубом «Ковентрі Сіті», у складі якого провів наступні три роки своєї кар'єри гравця.
Завершив професійну ігрову кар'єру у клубі «Копенгаген», за команду якого виступав протягом 2002—2003 років.

## Виступи за збірну
У 1998 році дебютував в офіційних матчах у складі національної збірної Швеції. Протягом кар'єри у національній команді, яка тривала 5 років, провів у формі головної команди країни лише 10 матчів.
У складі збірної був учасником чемпіонату Європи 2000 року у Бельгії та Нідерландах, чемпіонату світу 2002 року в Японії і Південній Кореї.

## Титули і досягнення
- Чемпіон Швеції (1):

АІК: 1998
- Володар Кубка Швеції (2):

АІК: 1996-1997, 1998-1999
- Чемпіон Данії (1):

Копенгаген: 2002-03